# Ludwig Polsterer
Ludwig Polsterer (* 31. März 1927 in Wien; † 15. April 1979 in Abano Terme in Italien) war ein österreichischer Zeitungsherausgeber.
Ludwig Polsterer wurde als Kind einer bürgerlichen Familie geboren. Sein Vater Ernst Polsterer besaß mehrere Mühlen. Er gründete in jungen Jahren die Filmfirma Cosmopol, stieg aber bereits als 27-Jähriger ins Zeitungsgeschäft ein.
Durch Kontakte zum damaligen Direktor des Theaters in der Josefstadt, Ernst Hauessermann gelang es ihm, 1954 von den US-amerikanischen Besatzungstruppen die Zeitung Kurier zu übernehmen, und dafür Hans Dichand als Chefredakteur zu gewinnen. Die Anteile an der Zeitung teilte er sich zu je 50 % mit einem Konsortium rund um den ÖVP-nahen Anwalt Alfred Maleta.
1958 zahlte er seine Geschäftspartner aus und wurde Alleineigentümer der Zeitung, lediglich der ÖVP-Bundesrat Leopold Helbich blieb als stiller Gesellschafter beteiligt. Polsterer schloss einen auf zehn Jahre befristeten Vertrag mit der Volkspartei ab, in dem sich der Kurier in grundsätzlichen Fragen an der Linie der ÖVP zu orientieren hatte. 
Während des so genannten Wiener Zeitungskrieges 1958 erhielt Polsterer erneut Hilfe von der ÖVP. Er lag im Streit mit Fritz Molden, dem Herausgeber der Zeitung Die Presse. Mit Geldern, die ihm der ÖVP-Landesparteiobmann Fritz Polcar beschaffte, übernahm er den bisherigen Konkurrenten Bild-Telegraf, nachdem Molden gegen diesen zuerst Konkurs angemeldet hatte, und dann den Klon Bildtelegramm herausgab. Polsterers Bild-Telegraf wurde noch im selben Jahr eingestellt. 
Polsterer verkaufte den Kurier am 3. Juli 1972 und zog sich danach aus dem Zeitungsgeschäft zurück.